# Vágó (foglalkozás)

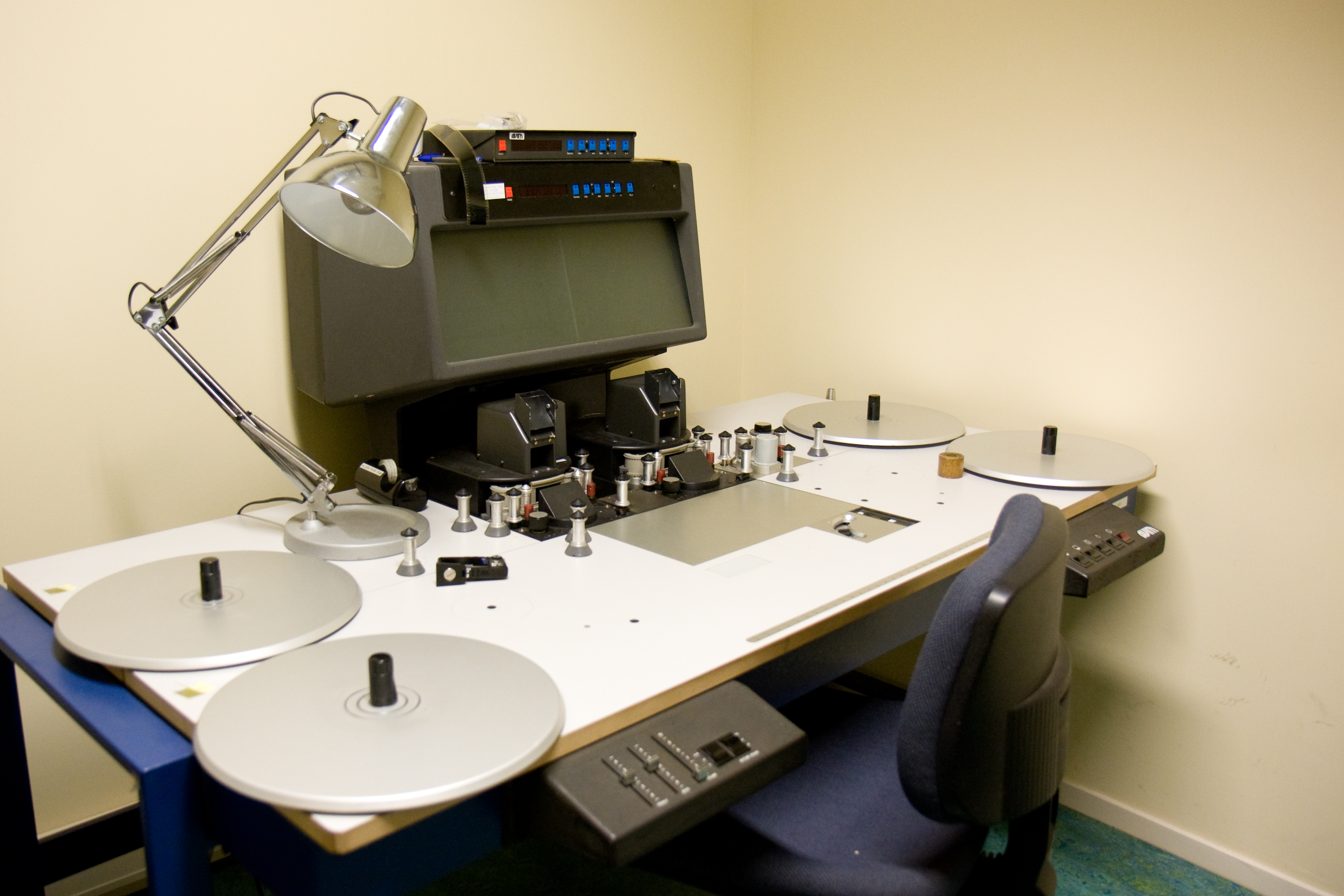
Hagyományos filmvágó asztal.

A vágó (filmösszeállító) elsősorban a filmes műfajból ismert szakma, foglalkozás, a filmvágást végző személy. Valójában három műfaj szakismerete szükséges hozzá, ennek függvényében beszélhetünk film-, videó és hangvágóról. Feladata a leforgatott film (vagy hangzóanyag) végleges összeállítása, megszerkesztése vágás, montázsolás segítségével a rendező irányítása alapján.

## Története
A szakma – és maga a kifejezés is – a filmgyártás hőskorszakából származik, amikor a filmszalagra vett, különböző időpontban és helyszíneken készült felvételeket a film végleges összeállításakor a rendező elképzeléseinek megfelelő hosszúságú és sorrendű jelenetekké állították össze. Ekkor a filmszalagot fizikailag el kellett vágni, majd az új sorrendnek megfelelően összeilleszteni, ragasztani.
A játékfilmek az 1970-es években átlagosan 50-100 jelenetből álltak, melyek további 4-500 beállításra bomlanak. A film ritmusát ezeknek a beállításoknak a hossza határozza meg, melyeknek az összeállítását az utómunkálatok során a vágó végzi el. A 20-21. század fordulóján a digitalizáció révén a vágás már kevésbé manuális, mint digitális ismereteket kívánó szakma: a vágók videószerkesztő szoftverek segítségével dolgozzák fel a digitalizált filmanyagot.